# (830) Petropolitana
(830) Petropolitana est un astéroïde de la ceinture principale découvert par Grigori Néouïmine le 25 août 1916.
Il a été ainsi baptisé en référence à la ville de Saint-Pétersbourg (en latin : Petropolis).